# MFK Petržalka
MFK Petržalka je slovački nogometni klub iz Bratislave. 
Klub je osnovan 7. lipnja 1898. godine, pod imenom Pozsonyi Torna Egyesület. Od tada je desetak puta mijenjao ime, posljednji put 2007. godine kada se zvao FK Artmedia Bratislava. Uz dva naslova prvaka, te dva osvojena kupa, u najveće uspjehe kluba spada i sudjelovanje u grupnoj fazi Lige prvaka sezone 2005./06., kada su u drugom pretkolu pobijedili škotski Celtic s čak 5:0. Svoje domaće utakmice igraju na stadionu Petržalka, te nastupaju u crno-bijelim dresovima.     

## Trofeji
- Fortuna Liga
  - Prvaci (2): 2005., 2008.

- Slovački kup
  - Prvaci (2): 2004., 2008.

- Slovački Super kup
  - Prvaci (2): 2005., 2008.

## Vanjske poveznice
- Službena stranica  Arhivirana inačica izvorne stranice od 3. veljače 2006. (Wayback Machine) (sl.)